# Imaginisme
Ne doit pas être confondu avec Imagisme.
L'imaginisme est un mouvement littéraire et artistique européen du début du XXe siècle (de 1918 à 1927), qui rejette la tradition esthétique et exalte le monde moderne.

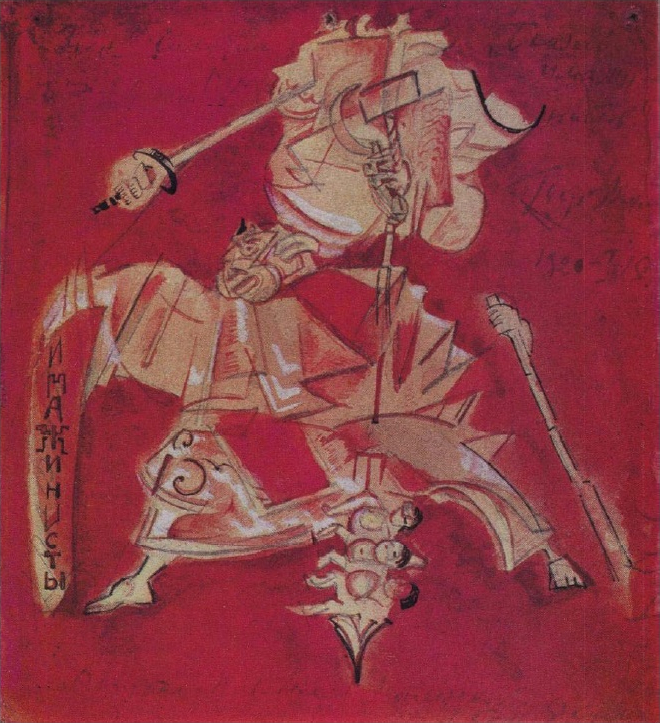
Gueorgi Iakoulov, Le génie de l'imaginisme, 1920

## Historique
Le mouvement imaginiste a été fondé en 1918 à Moscou par un groupe de poètes dont Anatoli Marienhof (1897-1962), Vadim Cherchenevitch (1893-1942) et Sergueï Essénine (1895-1925), qui voulaient se distinguer des futuristes. Le nom a sans doute été tiré de l'imagisme. Stylistiquement, ils étaient les héritiers de l'ego-futurisme. Les imaginistes créent la poésie à partir de séquences et d'images rares. Ils ont largement utilisé des métaphores, et en ont parfois produit de longues chaînes allégoriques dans leurs poèmes.

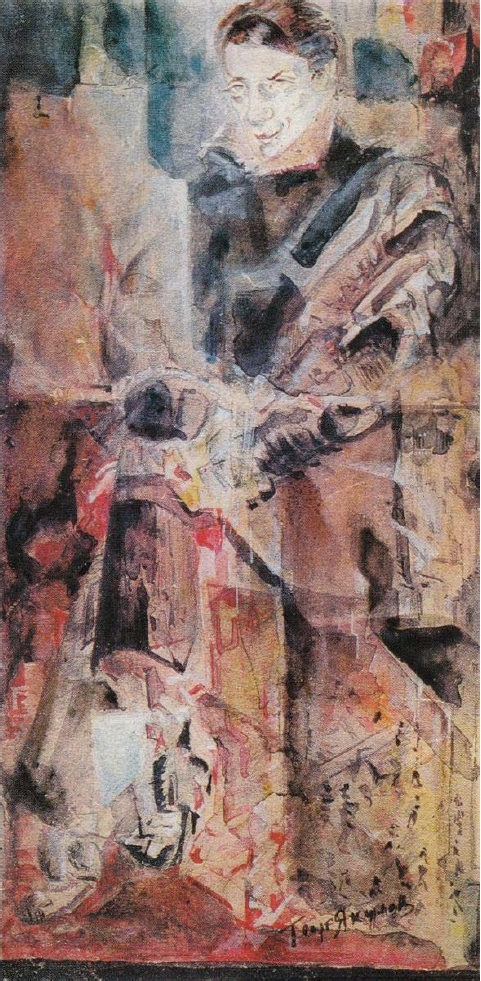
Gueorgi Iakoulov Le poète Riourik Ivnev, 1920, Galerie nationale d'Arménie

Les autres membres du groupe ont été les poètes Riourik Ivnev (1891-1981), Alexandre Koussikov, Ivan Grouzinov, Matveï Royzman et l'éminent dramaturge russe Nikolaï Erdman. En janvier 1919, ils publient un manifeste, dont le texte a été largement écrit par Cherchenevitch. La plupart des imaginistes étaient libres-penseurs et athées. L'imaginisme avait ses principaux centres à Moscou et à Saint-Pétersbourg. Il y avait également de plus petits centres à Kazan, Saransk et en Ukraine. Les imaginistes ont organisé la création de quatre maisons d'édition de poésie, dont l'une a été appelée Imaginism, et publié la revue de poésie Gostinitsa dlya puteshestvuyuschih v prekrasnom (« Un hôtel pour les voyageurs dans la belle »).
Le groupe se sépare en 1925 et est dissout officiellement en 1927. Son patrimoine, cependant, est encore fort en Russie. Poèmes de Essénine et Cherchenevitch, mémoires par Marienhof et jeu par Erdman sont encore en version imprimée et toujours en demande. Après la disparition du groupe, les "imaginistes jeunes" se sont déclarés partisans de cette tendance au début des années 1930, tout comme les meloimaginistes dans les années 1990.

## Autres proches
- Nicolas Kliouev (1884-1937), Gueorgi Iakoulov (1884-1928).